# Platanórevma
Platanórevma är en ort i Grekland.   Den ligger i prefekturen Nomós Kozánis och regionen Västra Makedonien, i den norra delen av landet, 290 km nordväst om huvudstaden Aten. Platanórevma ligger 466 meter över havet och antalet invånare är 1 112.
Terrängen runt Platanórevma är varierad.Runt Platanórevma är det ganska glesbefolkat, med 23 invånare per kvadratkilometer. Närmaste större samhälle är Sérvia, 3,5 km sydväst om Platanórevma. Trakten runt Platanórevma består till största delen av jordbruksmark.